# Eiðisvatn
L'Eiðisvatn (català: llac d'Eiði) és un llac de l'illa d'Eysturoy, a les illes Fèroe.
El llac d'Eiði es troba entre els pobles d'Eiði i Ljósá. És el cinquè llac més gran de les Illes Fèroe, amb una mida natural de 47 hectàrees que ha augmentat la seva àrea fins als 1,14 quilòmetres quadrats. La mida del llac va incrementar amb la construcció de murs de 22 i 13 m d'alçada, instal·lats per l'empresa SEV per a la central elèctrica d'Eiði, que utilitza el llac com a embassament. La producció d'electricitat es va iniciar el 1987. Dos túnels redirigeixen l'aigua de les valls adjacents a Eiði.